# Балоев, Али Мусаевич
Балоев Али Мусаевич (род. 27 февраля 1993, Кёк-Джангак, Джалал-Абадская область, Кыргызстан) — казахстанский боксёр-профессионал, курдского происхождения, выступающий в первой тяжёлой весовой категории.
Среди профессионалов бывший молодёжный чемпион Северной Америки по версии NABF Junior (2018—2022).
Лучшая позиция по рейтингу BoxRec топ — 40 (сентябрь 2023) и является 1-м среди казахстанских боксёров первой тяжёлой весовой категории, — входя в ТОП-40 лучших боксёров первого тяжёлого веса всего мира.

## Биография
Родился 27 февраля 1993 года в городе Кёк-Джангак, в Джалал-Абадской области, в Кыргызстане.
В 2014 году окончил Республиканский колледж спорта.

### Семья
- Отец — Балоев Муса Алиевич
- Мать — Балоева Хатун Халитовна
- Сестра — Балоева Айша Мусаевна
- Брат — Балоев Авди Мусаевич

## Спортивная карьера
Начал заниматься боксом с 10 лет.

### Любительская карьера. Награды
- Чемпион Универсиады Казахстана 2013 год.
- Чемпион международного турнира класса А в честь памяти Гальма Жарлагапова. Казахстан Караганда 2015 год.
- 1 место в международном турнире по боксу, участие за сборную Дагестана. Украина 2012 год"
- 1 место в международном турнире по боксу имени Иссатаи Таиманова и Махамбета Утемиссова. Казахстан 2013 год.
- Чемпион 20—го международного турнира по боксу в честь памяти Генерала Нурмагамбетова. Казахстан Алматы 2016 год.

### Профессиональная карьера
11 марта 2017 года в Семятыче (Польша) дебютировал на профессиональном ринге, досрочно техническим нокаутом в 1-м же раунде победив поляка Артура Навроцкого (1-1).
Свои первые профессиональные бои проводил в США, Европе и СНГ.
28 июля 2018 года в Остине (США) досрочно техническим нокаутом в 1-м же раунде победил опытного американца Ричарда Уркьюизо (3-4-2), и завоевал вакантный титул молодёжного чемпиона Северной Америки по версии NABF Junior в 1-м тяжёлом весе.
24 сентября 2022 года в Москве (Россия), в конкурентном бою досрочно техническим нокаутом в 7-м раунде проиграл россиянину Курейшу Сагову (6-2, 2 KO), при этом по ходу боя Балоев вёл в счёте у судей: 59-55, 59-56, 58-56, но всё же в итоге именно Сагов стал победителем и чемпионом турнира Hardcore Boxing.
Текущий профессиональный рекорд 12-1-0.

## Статистика профессиональных боёв
В таблице перечислены результаты всех поединков боксёров.
В каждой строке указан результат поединка. Дополнительно номер поединка обозначен цветом, который обозначает итог поединка. Расшифровка обозначений и цветов представлена в нижеследующей таблице.
| Пример | Расшифровка                     |
| ------ | ------------------------------- |
|        | Победа                          |
|        | Ничья                           |
|        | Поражение                       |
|        | Планируемый поединок            |
|        | Поединок признан несостоявшимся |
| КО     | Нокаут                          |
| ТКО    | Технический нокаут              |
| PTS    | Решение судей (по очкам)        |
| UD     | Единогласное решение судей      |
| MD     | Решение большинства судей       |
| SD     | Раздельное решение судей        |
| RTD    | Отказ от продолжения боя        |
| DQ     | Дисквалификация                 |
| NC     | Поединок признан несостоявшимся |

| 13 поединков, 12 побед (8 нокаутом), 1 поражение. | 13 поединков, 12 побед (8 нокаутом), 1 поражение. | 13 поединков, 12 побед (8 нокаутом), 1 поражение. | 13 поединков, 12 побед (8 нокаутом), 1 поражение. | 13 поединков, 12 побед (8 нокаутом), 1 поражение.                                  | 13 поединков, 12 побед (8 нокаутом), 1 поражение. | 13 поединков, 12 побед (8 нокаутом), 1 поражение.                                                        |
| Бой                                               | Рекорд                                            | Дата боя                                          | Соперник                                          | Место проведения боя                                                               | Раундов, время                                    | Дополнительно                                                                                            |
| ------------------------------------------------- | ------------------------------------------------- | ------------------------------------------------- | ------------------------------------------------- | ---------------------------------------------------------------------------------- | ------------------------------------------------- | --- |
| 14                                                |                                                   | 18 марта 2023                                     | Курейш Сагов (8-2)                                | Agenda Arena, Дубай, ОАЭ                                                           | (8)                                               | |
| 13                                                | 12-1                                              | 24 сентября 2022                                  | Курейш Сагов (6-2)                                | ЦСКА Арена, Москва, Россия                                                         | TKO 7 (8), 2:29                                   | Счёт: 59-55, 59-56, 58-56. Бой за титул чемпиона турнира Hardcore Boxing в 1-м тяжёлом весе.             |
| 12                                                | 12-0                                              | 23 июля 2022                                      | Джемал Бошняк (4-4)                               | ЦСКА Арена, Москва, Россия                                                         | UD 6 (6)                                          | Счёт судей: 60-53 (трижды).                                                                              |
| 11                                                | 11-0                                              | 15 июня 2022                                      | Расул Дибиров (6-3-1)                             | ЦСКА Арена, Москва, Россия                                                         | TKO 1 (6), 0:55                                   | |
| Перерыв в 1,8 года.                               |                                                   |                                                   |                                                   |                                                                                    |                                                   | |
| 10                                                | 10-0                                              | 23 августа 2020                                   | Юрий Быховцев (10-19-3)                           | Казахская академия транспорта и коммуникаций им. М.Тынышпаева, Алма-Ата, Казахстан | UD 8 (8)                                          | Счёт судей: 80-72 (трижды).                                                                              |
| 9                                                 | 9-0                                               | 6 июля 2019                                       | Гамильтон Вентура (15-6-1)                        | Барыс Арена, Астана, Казахстан                                                     | UD 6 (6)                                          | Счёт судей: 60-55, 60-54 (дважды).                                                                       |
| 8                                                 | 8-0                                               | 23 декабря 2018                                   | Идрис Афинни (6-1-1)                              | УСК «Крылья Советов», Москва, Россия                                               | KO 8 (8), 1:33                                    | |
| 7                                                 | 7-0                                               | 8 сентября 2018                                   | Гюлхусейн Агазада (дебют)                         | Клуб А2, Санкт-Петербург, Россия                                                   | TKO 2 (6), 2:49                                   | |
| 6                                                 | 6-0                                               | 28 июля 2018                                      | Ричард Уркьюизо (3-4-2)                           | Austin Sports Center, Остин, Техас, США                                            | TKO 1 (8), 1:51                                   | Завоевал вакантный титул молодёжного чемпиона Северной Америки по версии NABF Junior в 1-м тяжёлом весе. |
| 5                                                 | 5-0                                               | 7 июля 2018                                       | Казим Умудов (2-0)                                | Барыс Арена, Астана, Казахстан                                                     | KO 1 (6), 2:09                                    | |
| 4                                                 | 4-0                                               | 14 апреля 2018                                    | Артем Чарникевич (3-21)                           | Академия бокса Локомотив, Москва, Россия                                           | UD 6 (6)                                          | Счёт судей: 60-53 (трижды).                                                                              |
| 3                                                 | 3-0                                               | 30 декабря 2017                                   | Игорь Караваев (8-15)                             | Алматы Арена, Алма-Ата, Казахстан                                                  | TKO 2 (6), 0:15                                   | |
| 2                                                 | 2-0                                               | 23 сентября 2017                                  | Билли Каннингем (6-27-1)                          | Fant-Ewing Coliseum, Монро, Луизиана, США                                          | TKO 1 (4), 2:34                                   | |
| 1                                                 | 1-0                                               | 11 марта 2017                                     | Артур Навроцкий (1-1)                             | Hala MOSiR, Семятыче, Польша                                                       | TKO 1 (4), 2:00                                   | Профессиональный дебют.                                                                                  |
| Бой                                               | Рекорд                                            | Дата боя                                          | Соперник                                          | Место проведения боя                                                               | Раундов, время                                    | Дополнительно                                                                                            |